# Garik Martirossian
 (juillet 2013).
Si vous disposez d'ouvrages ou d'articles de référence ou si vous connaissez des sites web de qualité traitant du thème abordé ici, merci de compléter l'article en donnant les références utiles à sa vérifiabilité et en les liant à la section « Notes et références ».
Garik Iouriévitch Martirossian (en russe : Гарик Юрьевич Мартиросян, en arménien : Գարիկ Յուրիի Մարտիրոսյան), né le 14 février 1974 à Erevan, est un homme de spectacle arménien habitant à Moscou.

## Biographie
Garik Martirossian naît le 13 février 1974 à Erevan, mais, par superstition, ses parents demandent que le 14 soit indiqué sur son acte de naissance. Élève très dissipé, il est renvoyé de son école de musique. Il réussit néanmoins plus tard à jouer du piano, de la guitare et de la batterie, instruments qu'il pratique lors des bœufs qui ponctuent ou terminent chacune des diffusions de Projectorparishilton. Il compose lui-même ses maquettes.
Après le lycée, il poursuit ses études à l'Université d'état de médecine d'Erevan. Il se spécialise alors en psychothérapie des neuropathologies. Il exerce trois années en tant qu'interne. Bien qu'adorant son métier, sa vie prend un nouveau tournant à la rencontre de l'équipe KVN de l'Université d'Erevan.
Humoriste et animateur de télévision, producteur, directeur artistique, « président » du show Comedy Club sur la chaîne TNT, il produit des projets issus du Comedy Club, tels la série Notre Russie ou Le Rire sans règles. Il est le concepteur du projet La Ligue des Nations et le producteur de l'émission Show News.
Il dirige la 1re et 2e saison d'Une Minute de gloire sur la Première Chaine et est l'un des présentateurs phare de l'émission de divertissement satirique hebdomadaire Projectorparishilton.

## Vie familiale
Garik Martirossian naît dans une famille arménienne, à Erevan, et vit maintenant à Moscou. Il fait la connaissance de son épouse, Janna Levina, juriste, à Sotchi, durant les épreuves 1997 du jeu KVN. Ils décident de vivre en couple un an après leur première rencontre.
Ils ont une fille, Jasmine, née le 20 août 2004, et un fils, Daniel, né le 27 octobre 2009. Garik essaie de passer l'essentiel de son temps libre en famille.

## Opinion politique
Garik Martirossian a envisagé de se présenter comme député à l'Assemblée nationale d'Arménie, sur les listes du Parti national libéral uni (MIAK) dont son frère, Levon Martirossian, est président.

## Récompenses
- 2007 : Prix Humour de l'Année, attribué par la station Humour FM, dans la catégorie Showman.
- 2007 : Élu Homme de l'Année par le magazine GQ (nommé parmi les Visages de la télévision)
- 2008 : L'émission Projectorparishilton reçoit le TEFI du meilleur programme d'information et de divertissement de l'année.

## Filmographie
- 2008 : Notre Russie, série télévisée
- 2010 : Notre Russie. Les Œufs du Destin, le film